# Danaergeschenk

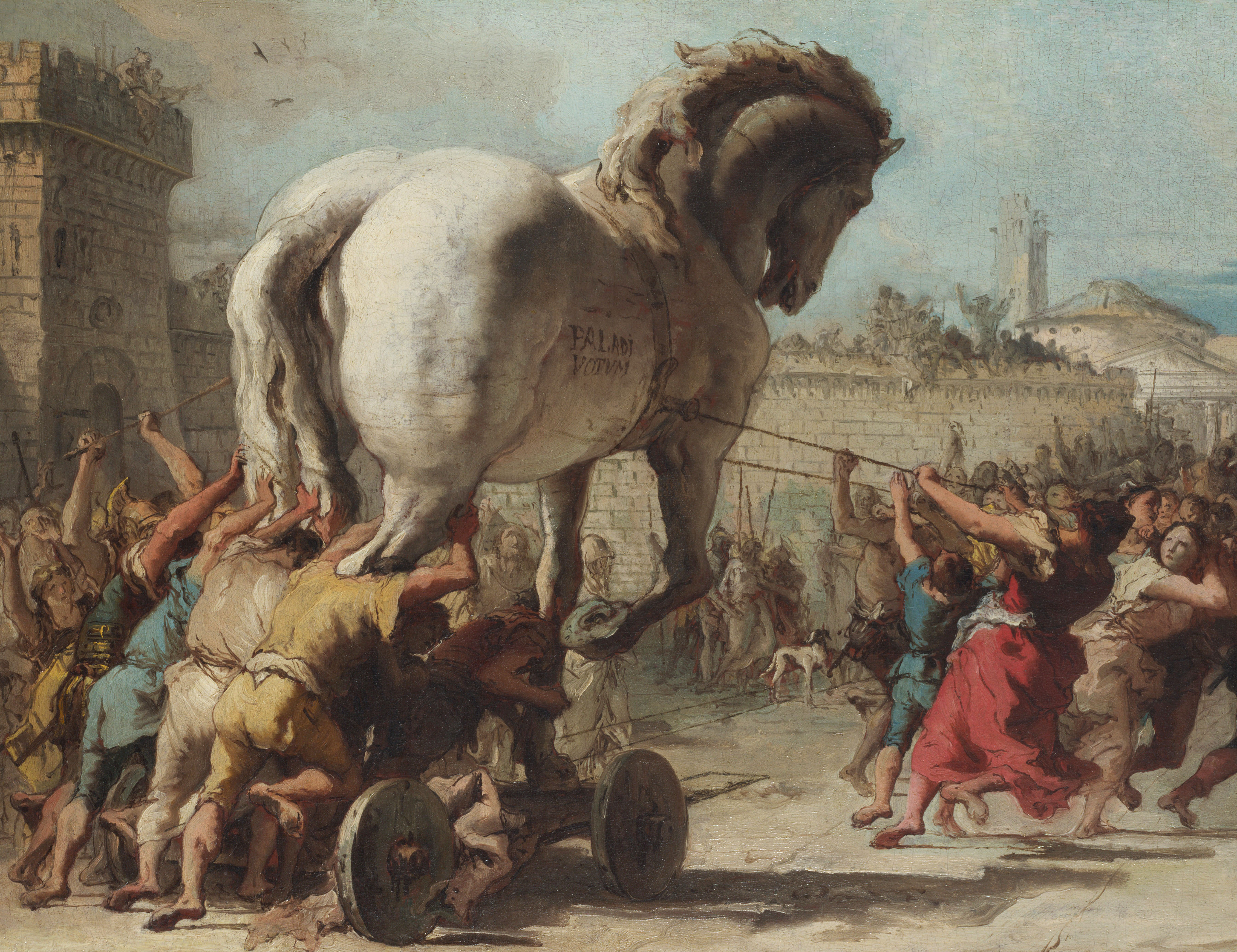
Die Prozession des Trojanischen Pferdes nach Troja, Detail, Giovanni Domenico Tiepolo, 18. Jahrhundert

Ein Danaergeschenk (gesprochen Da-na-er-ge-schenk) ist eine Gabe, die sich für den Empfänger als unheilvoll und schädlich erweist.
Der Begriff entstammt der griechischen Sage um den Trojanischen Krieg: Die Danaer, wie Homer die Griechen nannte, brachen die Belagerung Trojas zum Schein ab und hinterließen am Strand das hölzerne Trojanische Pferd. In dessen Inneren verbargen sich jedoch griechische Krieger, die nachts, nachdem die Trojaner das vermeintliche Göttergeschenk in ihre Stadt gebracht hatten, aus ihrem Versteck kamen, ihren zurückgekehrten Mitkämpfern die Stadttore öffneten und damit den Untergang Trojas herbeiführten. Ins Deutsche gelangt ist der Ausdruck über die lateinische Sentenz aus Vergils Aeneis: quidquid id est, timeo Danaos et dona ferentes (Was immer es sei, ich fürchte die Danaer, auch wenn sie Geschenke bringen).

## Die Darstellung in der Aeneis
Der Dichter der Aeneis (Buch II, Vers 42–49) legt diese Worte dem Priester Laokoon in den Mund. Dieser durchschaut als Einziger die Kriegslist, die Odysseus ersonnen hat, und empfiehlt seinen Landsleuten, das Pferd zu zerstören.

“miseri, quae tanta insania, cives? creditis avectos hostis? aut ulla putatis dona carere dolis Danaum? sic notus Ulixes? aut hoc inclusi ligno occultantur Achivi, aut haec in nostros fabricata est machina muros, inspectura domos venturaque desuper urbi, aut aliquis latet error; equo ne credite, Teucri. quicquid id est, timeo Danaos et dona ferentis.”

„Was treibt für ein Wahnsinn euch, ihr betörten Bürger? Ihr wähnet den Feind entflohn? Glaubt, ohne Betrug sei irgend ein griechisch Geschenk? So schlecht kennt ihr den Odysseus? Nein, es verschließt dies Holz entweder verborgne Achiver, oder das Werk ist erbaut zum Verderb für unsere Mauern, dass in die Häuser es schau und die Feste von oben bedrohe, oder es birgt sonst Trug. Traut nicht, ihr Teukrer, dem Rosse! Was es auch sei, ich fürchte die Danaer, auch wenn sie Geschenke bringen.“

Doch die Warnung verhallt ungehört, da die Göttin Athene, die den Griechen wohlgesinnt ist, zwei riesige Seeschlangen schickt, die Laokoon mit seinen beiden Söhnen töten. Die Trojaner sehen darin ein Zeichen, dass die Götter Laokoons Vorschlag missbilligen. Sie ziehen das hölzerne Pferd in ihre Stadt, und das Unheil nimmt seinen Lauf.

## Weitere Varianten
Das englische Sprichwort Beware of Greeks bearing gifts (deutsch: Hüte dich vor Griechen mit Geschenken) geht auf denselben Vers in Vergils Aeneis zurück.
Im Griechischen lautet die Wendung „Fürchte die Danaer, auch Geschenke bringende!“  „φοβοῦ τοὺς Δαναοὺς καὶ δῶρα φέροντας“ phobou tous Danaous kai dōra pherontas.
Zur stehenden Redewendung wurde auch die lateinische Phrase „Danaum fatale munus“ („der Danaer unheilvolle Gabe“) aus Senecas Tragödie Agamemnon (Vers 624), die sich dort ebenfalls auf die List im Trojanischen Krieg bezieht.